# アスタくにづか
アスタくにづかは神戸市長田区にある、住商一体型の再開発地区。神戸市震災復興再開発事業「アスタ新長田」のビル群のうち、国道2号以南のビル群を指す。アスタとは「明日」と「town」の造語で、「くにづか」は所在する久保・二葉・腕塚の3つの町名から取ったものである。

## 概要

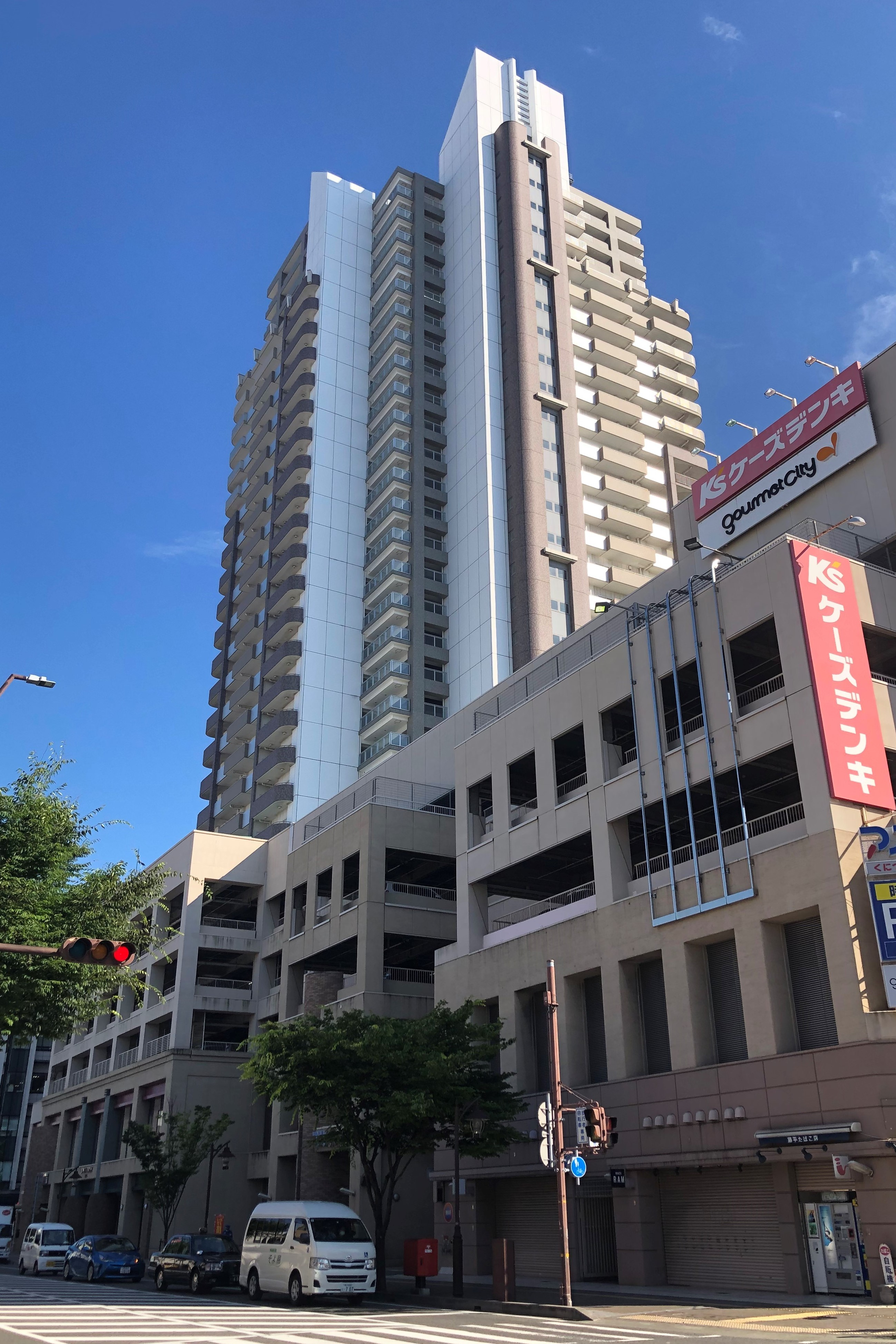
アスタ新長田タワーズコート3番館　スカイマークタワー

- アスタくにづか1番館（神戸市長田区腕塚町5丁目） - 神戸デパートの跡地に建設
北棟：住居部分は神戸市営久二塚東住宅
南棟

- アスタくにづか2番館（神戸市長田区腕塚町6丁目） - 神戸女子商業高等学校（現・神戸星城高等学校）および付属昭和幼稚園の跡地に建設
北棟：住居部分は神戸市営久二塚西住宅
南棟：住居部分はアスタ新長田タワーズコート2番館サウススクエア

- アスタくにづか3番館（神戸市長田区久保町5丁目）
住居部分はアスタ新長田タワーズコート3番館スカイマークタワー
ロピア新長田店（2022年5月17日に旧ダイエーグルメシティ新長田店（2021年末に閉店[1]）跡に開店）、ケーズデンキ新長田店（旧八千代ムセン新長田店）

- アスタくにづか4番館（神戸市長田区久保町6丁目）
ArtTheater dB Kobe - NPOが運営する劇場。演劇公演やテレビ番組収録に利用される。

- アスタくにづか5番館（神戸市長田区二葉町5丁目）
飲食店街
住居部分は神戸市営フレール・アスタ二葉住宅

- アスタくにづか6番館（神戸市長田区二葉町6丁目）
北棟：住居部分はアスタ新長田タワーズコート6番館ノーススクエア
東棟：住居部分はアスタ新長田タワーズコート6番館アリビオ

## 沿革
- 1996年10月31日 - 神戸市の事業計画が決定。
- 1999年11月21日 - 1番館及び2番館がオープン。
- 2021年12月末 - 3番館のダイエーグルメシティ新長田店が閉店[1]

## アクセス
- 神戸市営地下鉄海岸線駒ヶ林駅より徒歩3分